# Jackiella sinensis
Jackiella sinensis là một loài Rêu trong họ Jackiellaceae. Loài này được Grolle mô tả khoa học đầu tiên..